# 沈阳地铁2号线
沈阳地铁2号线是指沈阳市的地铁系统中的第2号线路，为沈阳地铁开通的第二条线路，大致呈南北走向，途经浑南区、和平区、沈河区、皇姑区及沈北新区。全运路至三台子段作为二号线首通段于2011年12月30日开通，北延线一期工程三台子至航空航天大学段于2013年12月30日开通，北延线二期航空航天大学至蒲田路段于2018年4月8日开通，南延线全运路至桃仙机场段于2023年9月29日开通。

## 概要

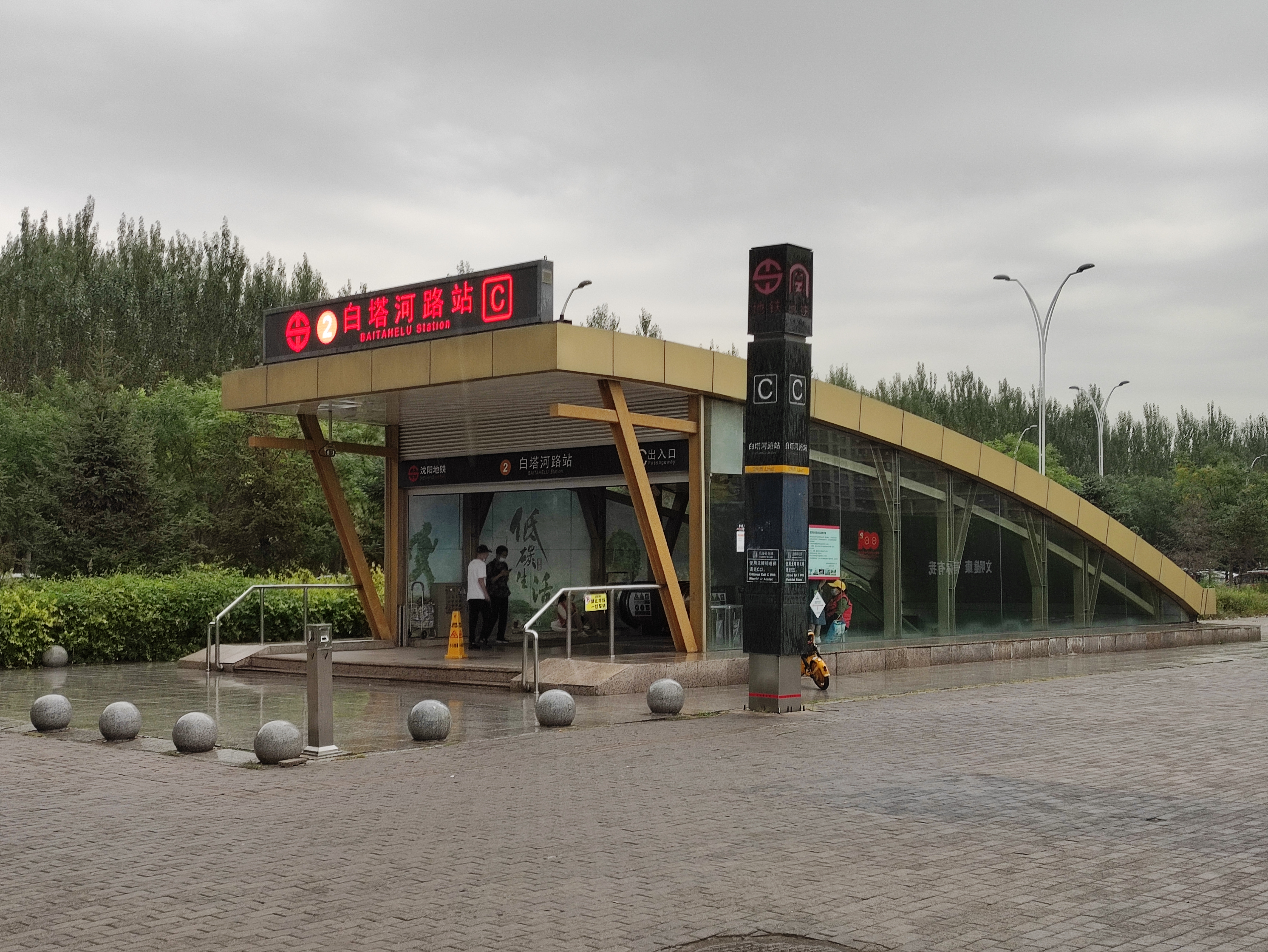
二号线标准出入口格式，采用金色配色，首通段部分出入口外初期安装有沈阳地铁标识，后拆除

二号线是沈阳地铁开通的第二条线路，北起沈北新区蒲田路站，南至浑南区桃仙机场站，线路呈南北走向，是沈阳地铁一条重要的线路。
其中，首通段工程北起皇姑区黄河北大街与松山路交汇口的三台子站，经过黄河北大街、黄河南大街、北陵大街、青年北大街、青年大街、青年南大街，至浑南区沈丹高速旁的全运路站终止，全长21.86公里，均为地下线，共设置19站，于2006年11月动工，并在2011年12月30日开通试运营。
北延线工程（工程用名“沈阳至铁岭城际铁路工程（松山路-道义）段”）则起于二号线首通段三台子站站后折返线，沿黄河北大街向北，下穿三环高速和于虎铁路联络线后沿道义南大街向北，下穿南小河后拐向东北，下穿蒲河后进入时空西街至终点蒲田路站，全长约11.2km，全部为地下线，共设置7座车站。该工程的一期部分三台子站至辽宁大学站区间于2010年8月开工建设，三台子站至航空航天大学站段于2013年12月30日对外试运营并与首通段贯通运营，但航空航天大学至辽宁大学站区间因无折返线原因并未随之开放。2018年4月8日，属于该工程二期工程的辽宁大学站至蒲田路站区间，以及北延线一期工程未开放的航空航天大学站至辽宁大学站区间开始对外试运营，并与已开放部分贯通运营，使线路里程达到31.88公里。
南延线工程起于二号线一期工程终点全运路站南端，南至桃仙机场T3航站楼东侧的桃仙机场站，全部为地下线，包括7站9区间、1座停车场和1座主变电所，全长13.7公里，于2019年8月28日开工，所有车站主体结构（除预留车站新航站楼站，及已随桃仙机场T3航站楼工程一同完成土建施工预留的桃仙机场站）于2021年6月15日封顶，全线双线隧道于2021年12月29日完成贯通，线路于2022年8月15日完成全线轨通。该段线路于2023年9月29日开通试运营，与既有的2号线蒲田路-全运路段贯通运营。

### 线路数据
- 路线长度：45.58km
- 轨距：1435mm
- 站数：33站
- 列车编组：74列6节编组（3动3拖B型列车）
- 最高速度：80km/h
- 地面区间：入库线 （全运路南—浑南车辆段及创新一路至桃仙停车场）
- 地下区间：桃仙机场—蒲田路站后折返线

## 车站
二号线共设33个车站，均为地下车站。全运路站附近设置有浑南车辆段，创新一路附近设置有桃仙停车场，为本线路的列车提供服务。
| 区段 | 车站名称      | 里程（km）    | 换乘路线                     | 所在地                                | 啟用時間      | 车站形式      |               |
| 沈阳地铁2号线 | 沈阳地铁2号线 | 沈阳地铁2号线 | 沈阳地铁2号线                | 沈阳地铁2号线                         | 沈阳地铁2号线 | 沈阳地铁2号线 | 沈阳地铁2号线 |
| --- | ------------- | ------------- | ---------------------------- | ------------------------------------- | ------------- | ------------- | ------------- |
| 北延线二期 | 蒲田路        | 0.0           |                              | 沈北新区                              | 2018年4月8日  | 地下岛式站台  |               |
| 北延线二期 | 蒲河路        |               |                              | 沈北新区                              | 2018年4月8日  | 地下岛式站台  |               |
| 北延线二期 | 人杰湖公园    |               |                              | 沈北新区                              | 2018年4月8日  | 地下岛式站台  |               |
| 北延线二期 | 辽宁大学      |               |                              | 沈北新区                              | 2018年4月8日  | 地下岛式站台  |               |
| 北延线一期 | 航空航天大学  |               | 2013年12月30日               | 沈北新区                              |               | 地下岛式站台  |               |
| 北延线一期 | 师范大学      |               | 2013年12月30日               | 皇姑区[1]                             |               | 地下岛式站台  |               |
| 北延线一期 | 医学院        |               | 2013年12月30日               | 皇姑区                                |               | 地下岛式站台  |               |
| 首通段 | 三台子        |               | 2011年12月30日[2]            | 皇姑区                                |               | 地下岛式站台  |               |
| 首通段 | 陵西          |               | 2011年12月30日[2]            | 皇姑区                                |               | 地下岛式站台  |               |
| 首通段 | 新乐遗址      |               | 2011年12月30日[2]            | 皇姑区                                |               | 地下岛式站台  |               |
| 首通段 | 北陵公园      |               | 2011年12月30日[2]            | 皇姑区                                |               | 地下岛式站台  |               |
| 首通段 | 中医药大学    |               | 2011年12月30日[2]            | 皇姑区                                | █ 10号线      | 地下岛式站台  |               |
| 首通段 | 岐山路        |               | 2011年12月30日[2]            | 皇姑区                                |               | 地下岛式站台  |               |
| 首通段 | 沈阳北站      |               | 2011年12月30日[2]            | █ 4号线 沈阳北站                      | 沈河区        | 地下岛式站台  |               |
| 首通段 | 金融中心      |               | 2011年12月30日[2]            |                                       | 沈河区        | 地下岛式站台  |               |
| 首通段 | 人民广场      |               | 2011年12月30日[2]            |                                       | 沈河区        | 地下岛式站台  |               |
| 首通段 | 青年大街      |               | 2011年12月30日[2]            | █ 1号线                               | 沈河区        | 地下侧式站台  |               |
| 首通段 | 青年公园      |               | 2011年12月30日[2]            |                                       | 沈河区        | 地下岛式站台  |               |
| 首通段 | 工业展览馆    |               | 2011年12月30日[2]            | █ 3号线                               | 和平区        | 地下岛式站台  |               |
| 首通段 | 市图书馆      |               | 2011年12月30日[2]            | █ 6号线                               | 沈河区[3]     | 地下岛式站台  |               |
| 首通段 | 五里河        |               | 2011年12月30日[2]            |                                       | 沈河区[3]     | 地下岛式站台  |               |
| 首通段 | 奥体中心      |               | 2011年12月30日[2]            | █ 9号线、有轨电车1号线、有轨电车5号线 | 浑南区        | 地下岛式站台  |               |
| 首通段 | 营盘街        |               | 2011年12月30日[2]            |                                       | 浑南区        | 地下岛式站台  |               |
| 首通段 | 世纪大厦      |               | 2011年12月30日[2]            | 有轨电车3号线                         | 浑南区        | 地下岛式站台  |               |
| 首通段 | 白塔河路      |               | 2011年12月30日[2]            | 有轨电车1号线                         | 浑南区        | 地下岛式站台  |               |
| 首通段 | 全运路        | 31.88         | 2011年12月30日[2]            |                                       | 浑南区        | 地下岛式站台  |               |
| 南延线 | 沈本大街      |               | 有轨电车1号线                | 2023年9月29日                         | 浑南区        | 地下岛式站台  |               |
| 南延线 | 沈中大街      |               | 有轨电车3号线                | 2023年9月29日                         | 浑南区        | 地下岛式站台  |               |
| 南延线 | 省博物馆      |               |                              | 2023年9月29日                         | 浑南区        | 地下岛式站台  |               |
| 南延线 | 中央公园      |               |                              | 2023年9月29日                         | 浑南区        | 地下岛式站台  |               |
| 南延线 | 创新一路      |               | 有轨电车3号线 █ 10号线南延线 | 2023年9月29日                         | 浑南区        | 地下岛式站台  |               |
| 南延线 | 综合保税区    |               |                              | 2023年9月29日                         | 浑南区        | 地下岛式站台  |               |
| 南延线 | 桃仙机场      |               |                              | 2023年9月29日                         | 浑南区        | 地下侧式站台  |               |
| 註釋 |               |               |                              |                                       |               |               |               |
| - 斜体标注的换乘线路尚未启用。 - 1 师范大学站主体结构位于沈北新区与皇姑区交界处，其中车站北侧部分属沈北新区，南侧部分属皇姑区。 - 2 开通时间按照本线路站台及路线开通时间计算。 - 3 市图书馆站及五里河站的主体结构均位于沈河区境内，但两个车站的部分出入口/通道位于和平区境内。 |               |               |                              |                                       |               |               |               |

### 换乘站

#### 已投入使用
- 青年大街站：换乘1号线。建设时已做出预留，为十字交叉型节点换乘，本线月台层位于1号线月台上方。

- 奥体中心站：换乘9号线。建设时未做出预留，为站厅通道换乘。

- 中医药大学站：换乘10号线。建设时未做出预留，为站厅长通道换乘。

- 沈阳北站站：换乘4号线。建设时未做出预留，为站厅通道换乘。

#### 将会成为换乘站的车站
- 工业展览馆站：换乘3号线。建设时有部分预留结构。

- 市图书馆站：换乘6号线。建设时未做出预留结构。

- 创新一路站：换乘10号线南延线。建设时有部分预留结构。

### 站名变动
本线路部分车站的正式名称与工程时期用名相比存在变化：
| 2号线进行站名更改的车站 | 2号线进行站名更改的车站 |
| 工程名称                | 正式名称                |
| ----------------------- | ----------------------- |
| 蒲河大道                | 蒲河路                  |
| 松山路                  | 三台子                  |
| 崇山路                  | 中医药大学              |
| 惠工广场                | 金融中心                |
| 文体路                  | 市图书馆                |
| 会展中心                | 营盘街                  |
| 世纪广场                | 世纪大厦                |
| 下深沟                  | 白塔河路                |
| 上深沟                  | 全运路                  |
| 高深东路                | 沈中大街                |
| 全运三路                | 省博物馆                |
| 市民广场                | 中央公园                |
| 科技园                  | 创新一路                |
| 航空产业园              | 综合保税区              |

## 使用车辆

0222号列车（增购批次南车青岛列车）
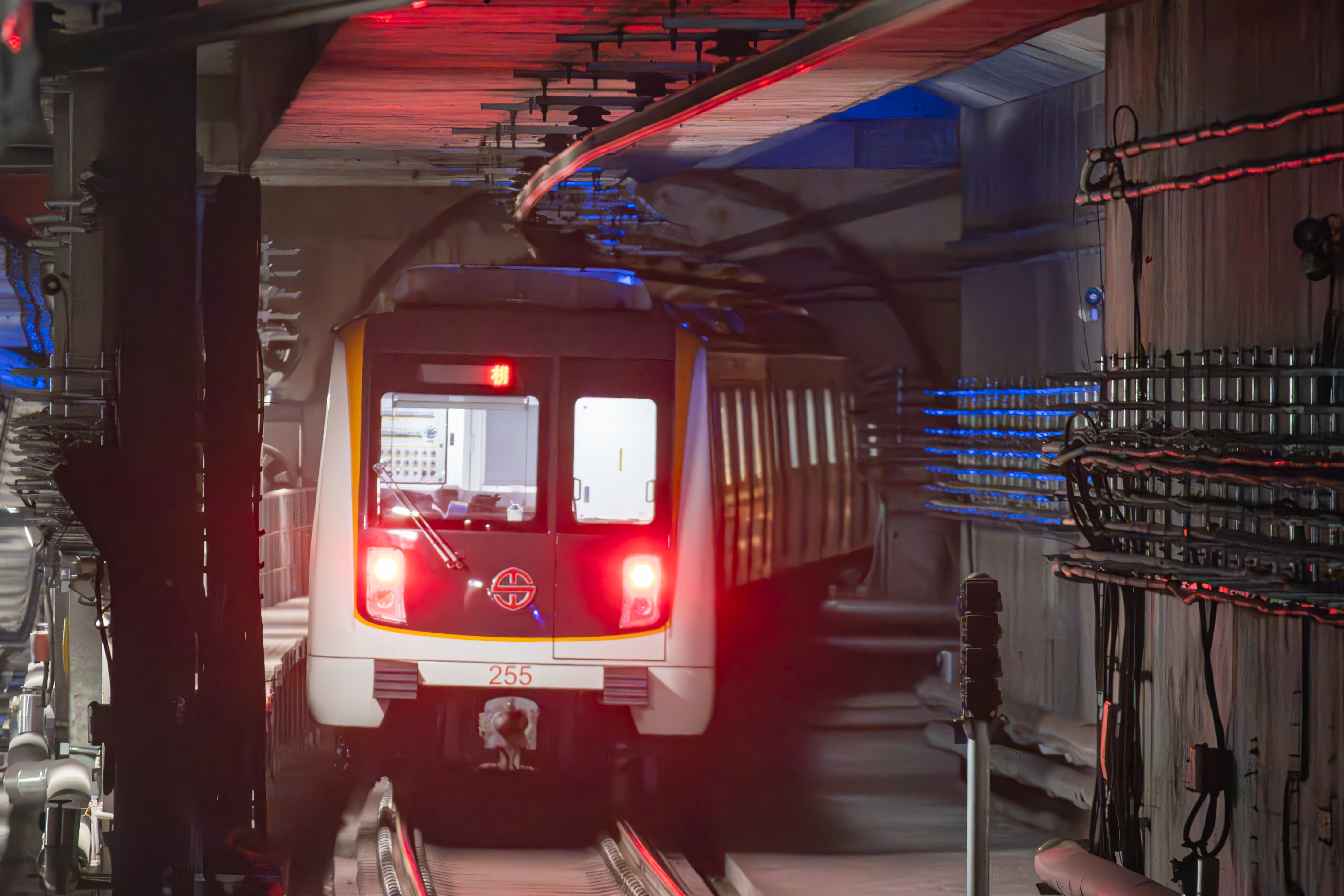
0255号列车（南延线增购批次中车大连列车）
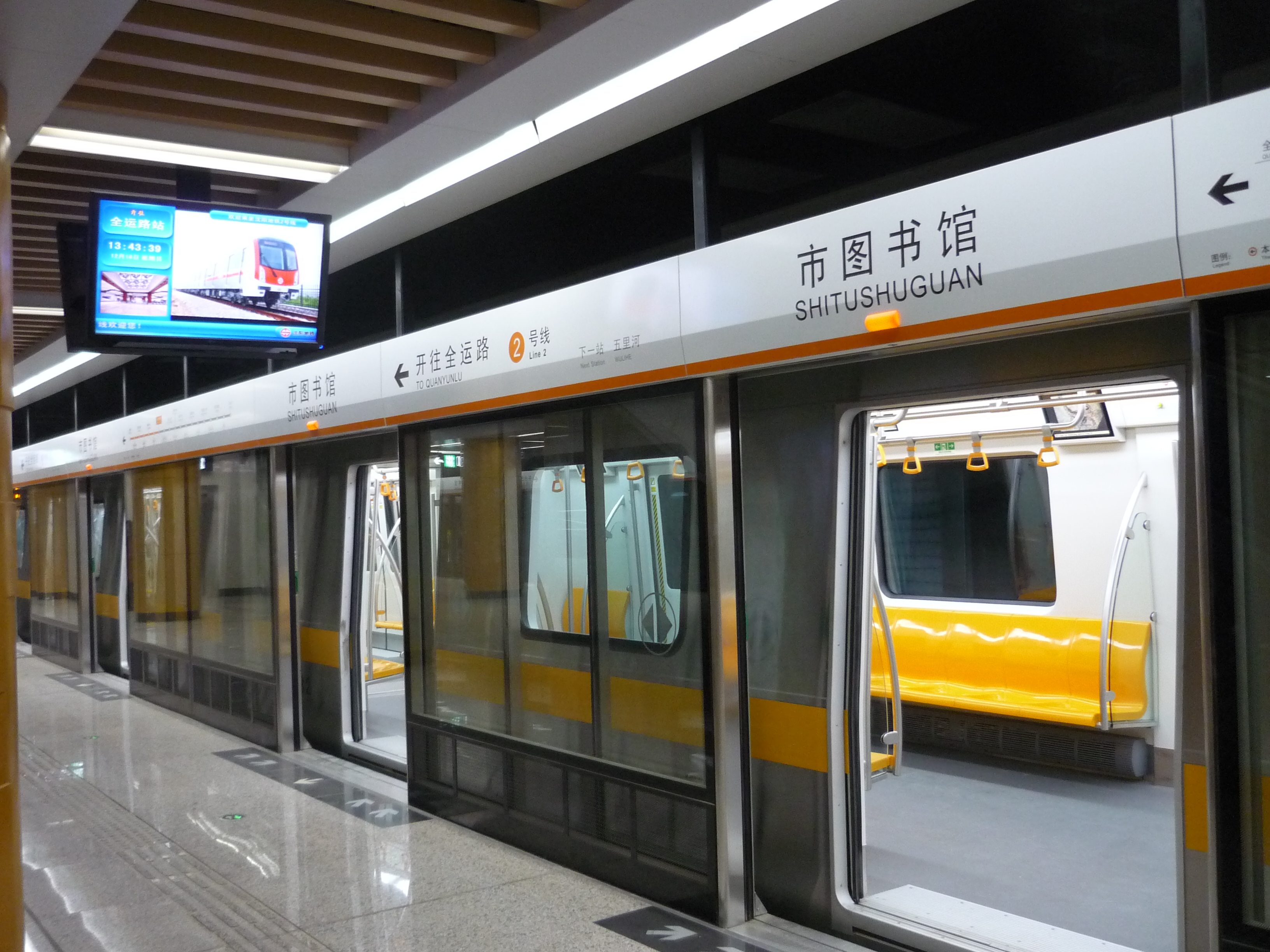
一列停靠在市图书馆站的南车四方列车
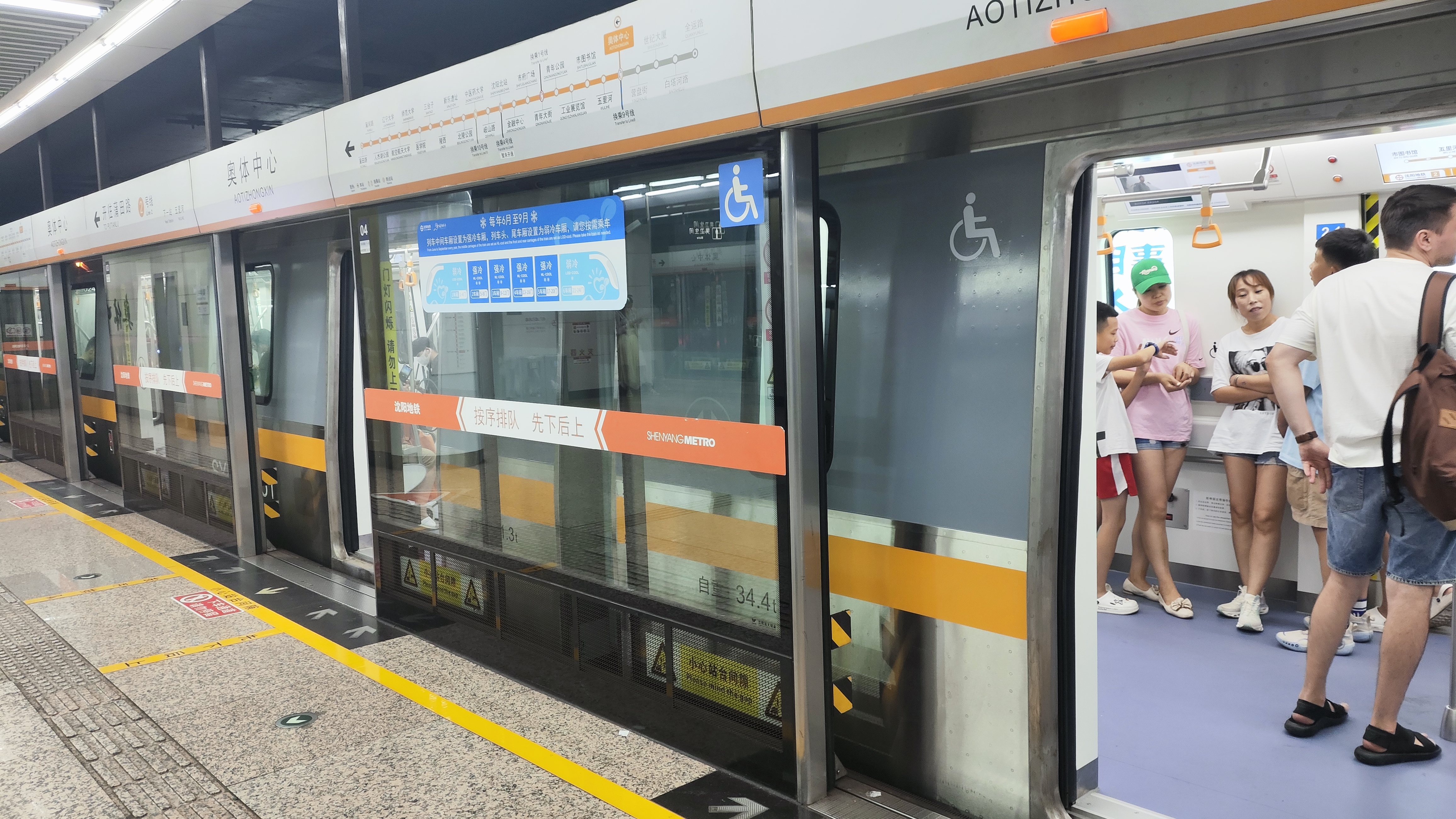
停靠在奥体中心站的0245号中车大连列车
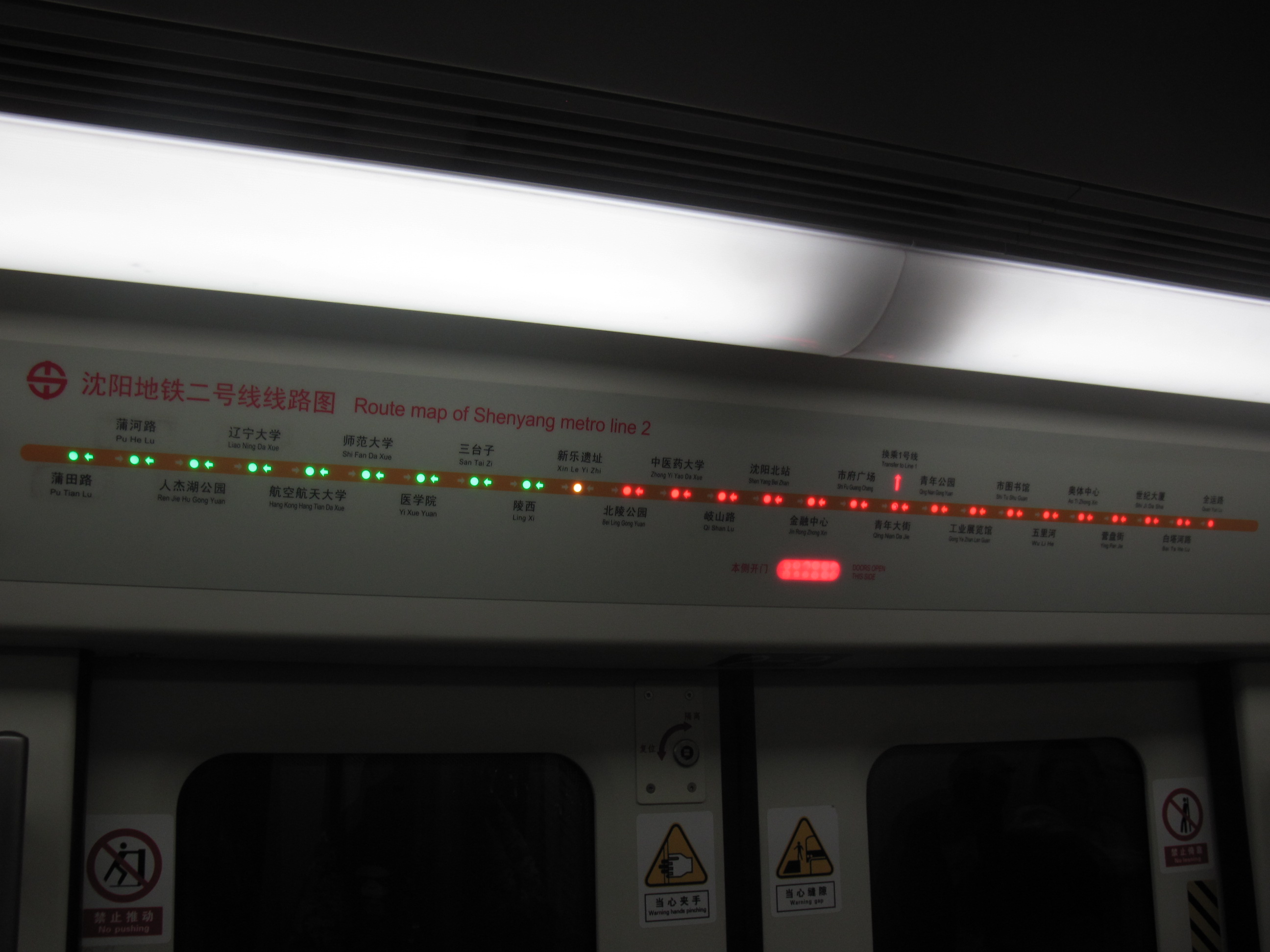
南车四方列车闪灯路线图，已全部更换为电子路线图
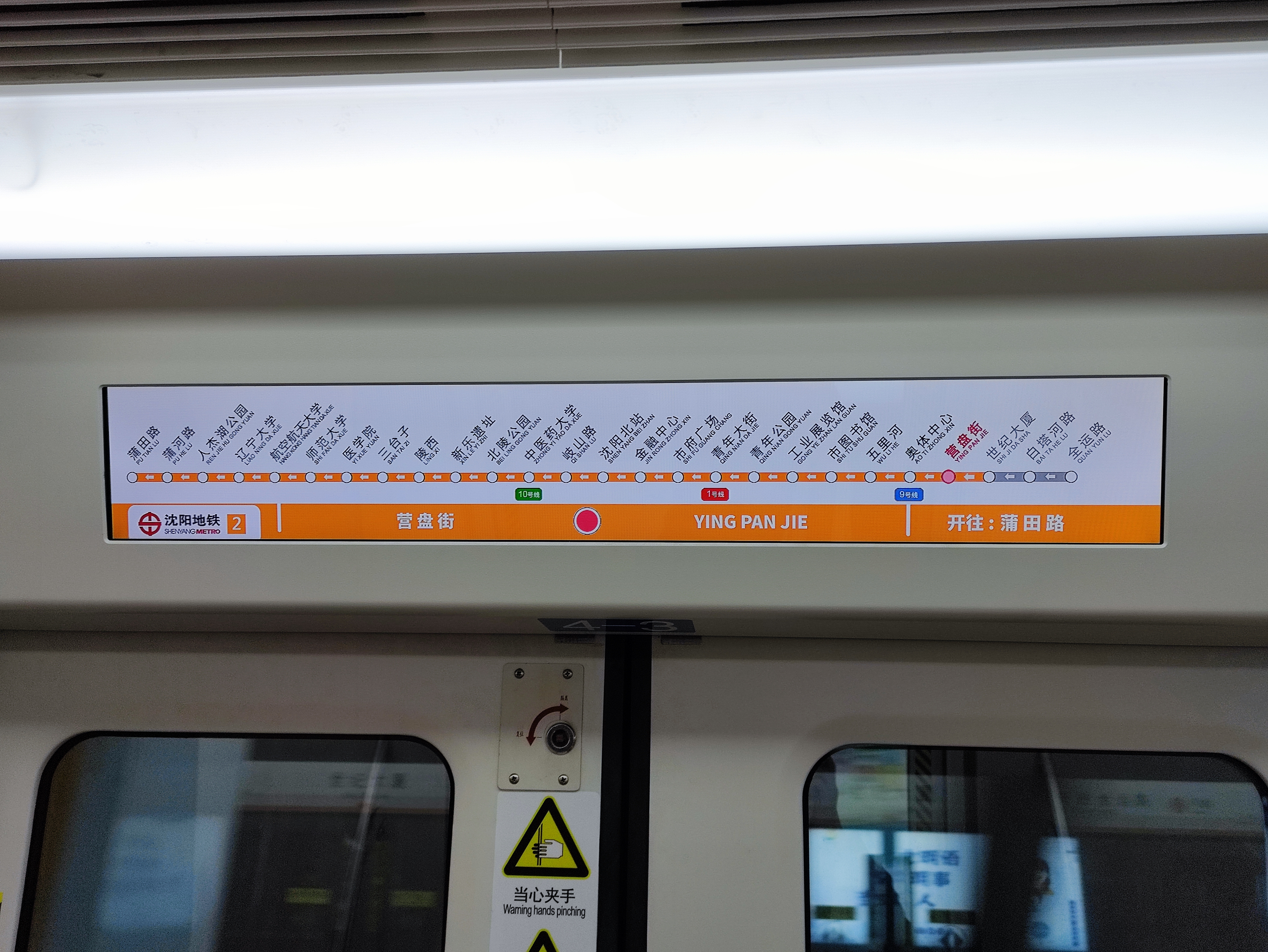
0211号南车四方列车大修后安装的LCD电子路线图
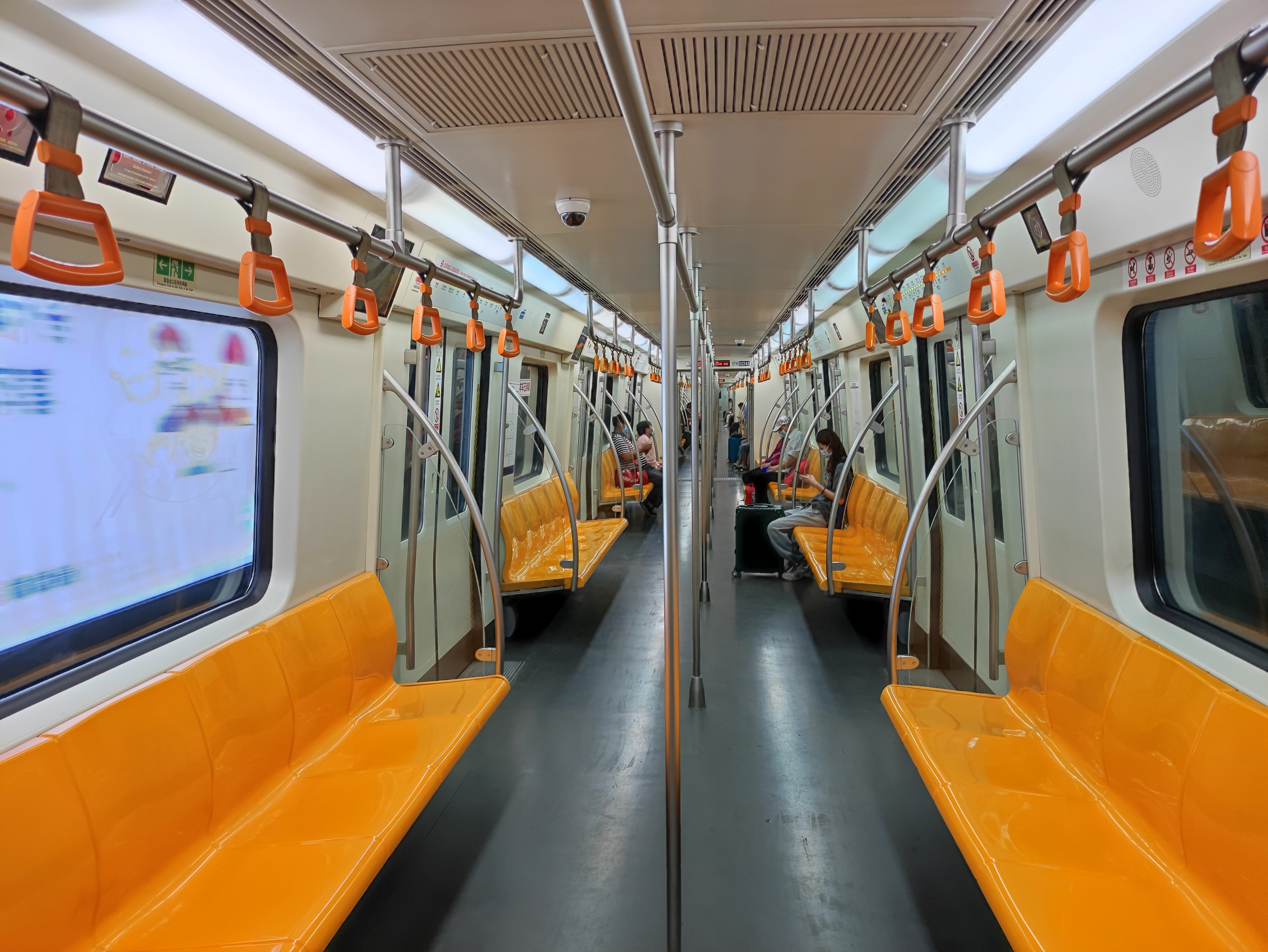
南车四方列车内饰，座椅及吊环使用线路识别色橙黄色
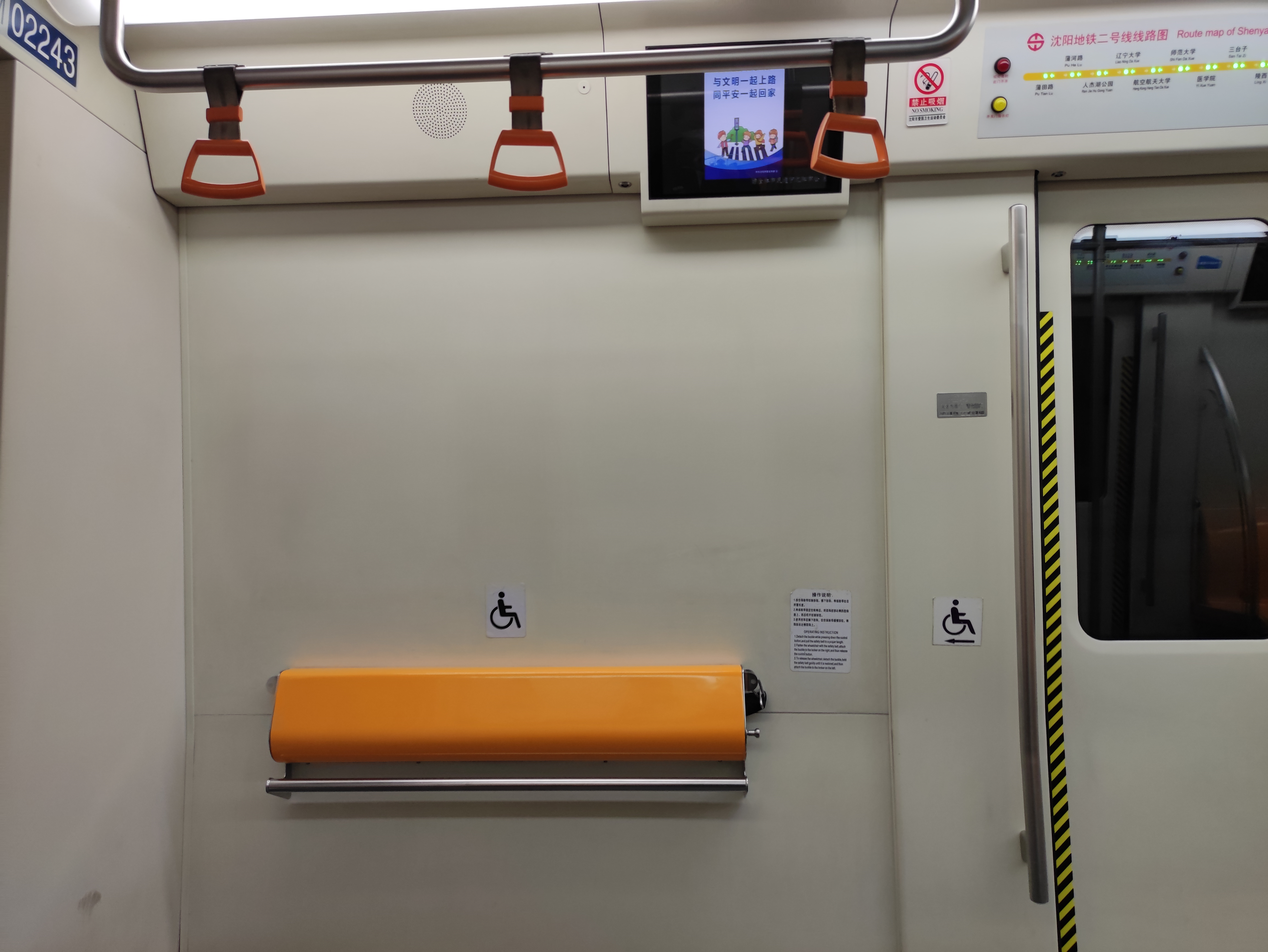
南车四方列车的轮椅固定坐席，此为沈阳地铁第一次加装类似设备
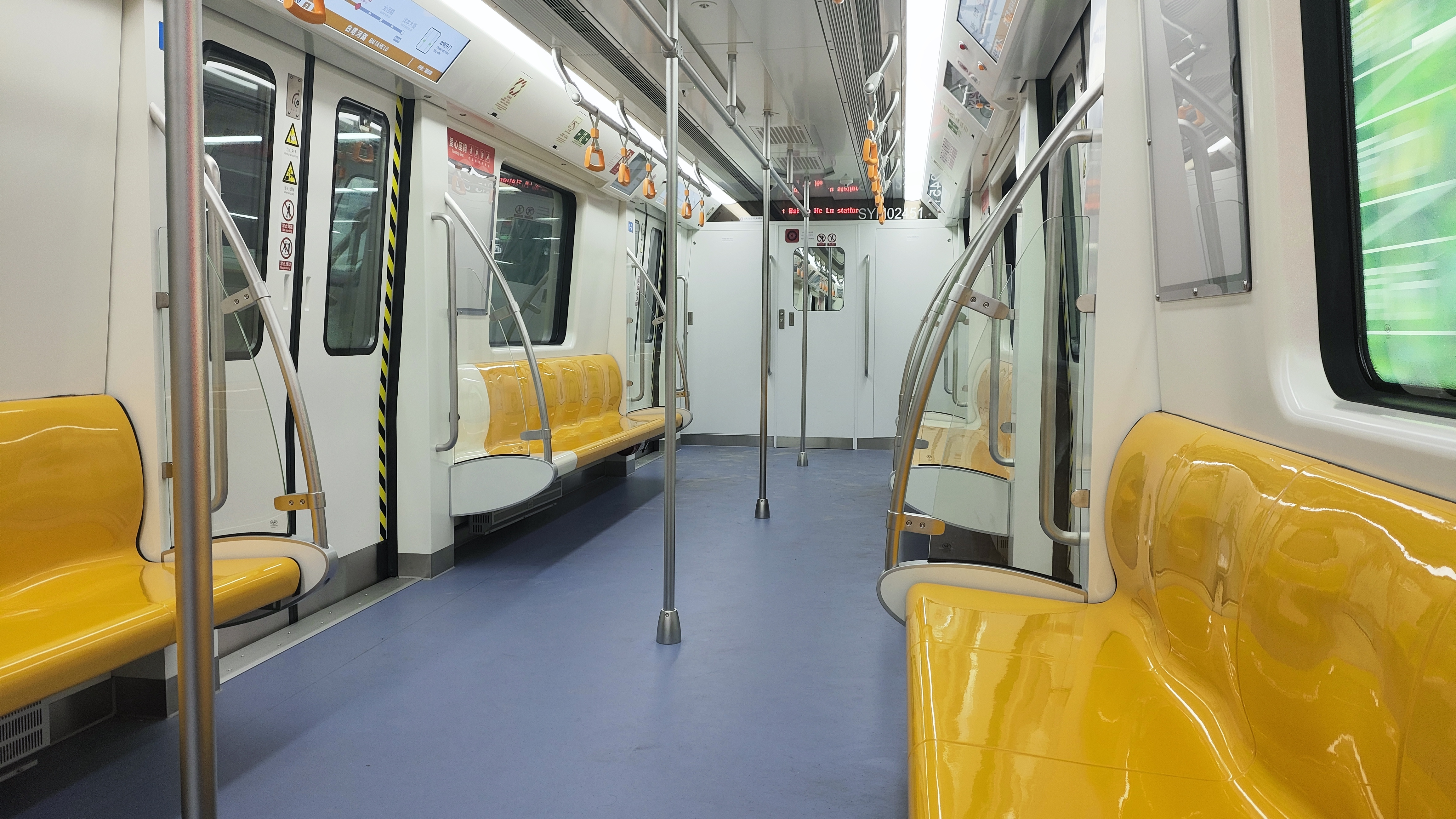
中车大连列车内饰，在南车四方列车基础上进行了细微调整
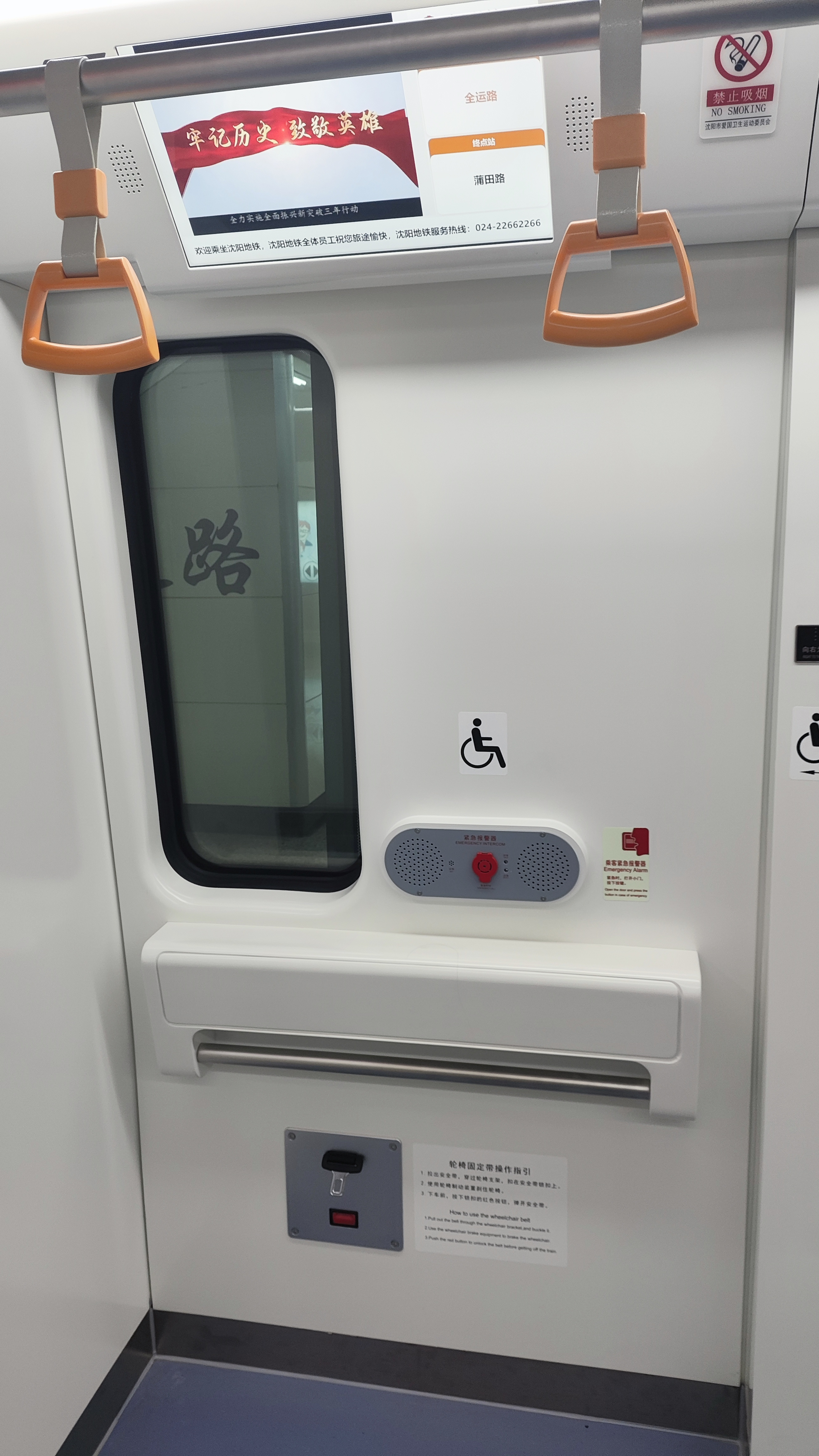
中车大连列车的轮椅固定坐席，安装有方便行动不便旅客操作的紧急报警装置

本线路使用B2型三动三拖6辆编组地铁列车，其中南车青岛四方机车车辆制造31列，中车大连机车车辆制造43列。
南车青岛四方列车中，第一批20组列车（编号0201-0220）的制造商型号为SFM09，于2011年随二号线首通段投入使用；第二批11组列车（编号0221-0231）的制造商型号为SFM29，于2016年投入使用；列车使用不锈钢车体，车身辅以二号线的识别色橙色色带。该31组列车中，0201号列车的内饰设计（如乘客信息系统边框，广告架等）不同于其余同厂列车，而0220号列车由永磁同步电机和三相异步电机混合驱动，是中国在永磁电机牵引系统领域的首次尝试。第二批列车在设计上与第一批大致相同，但增加了细水雾灭火装置。该两批列车的牵引系统均由株洲南车时代电气制造，其中辅助电源为 TGF52，牵引逆变器为 TGN51A（第一批，且除永磁牵引系统试验列车以外）或 TGN51U（第二批）。
2021年起，第一批20组列车逐步进行大修工程，其中列车原本的闪灯路线图被更换为LCD电子路线图（格式同10号线，但主色调变为2号线识别色橙黄色），车内电视系统的显示方式调整为同9号线列车及1号线大修后列车相同，同时列车上加装了细水雾灭火装置及烟感探测器。首列更换设备的列车为0211号列车，该车在完成大修后于2021年11月重新上线，现前20列车已完成大修。第二批购入的11组列车虽尚未进行大修，但也已跟随第一批列车完成电子路线图的更换。
中车大连列车（编号0232-0274）于2023年8月5日起随二号线南延线调试工程第二阶段（全线跑图）投入使用。该批列车继续使用由株洲中车时代电气提供的牵引系统，但噪音较南车四方列车更低。同时，该批列车在涂装上与南车四方列车不同，使用深灰色辅以橙色色带的主色调（车身自编号格式与九号线及十号线列车相同），内饰设计则与四号线列车接近，车顶配置可调节颜色的氛围灯，电子路线图尺寸在南车四方列车基础上进行了加大，乘客信息系统、轮椅固定坐席等细节等也进行了重新设计。
| 車卡编號 | 02XX1                  | 02XX2                  | 02XX3      | 02XX4                  | 02XX5                  | 02XX6                  |
| 動力配置 | 带司机室的拖车 （Tc1） | 带集電弓的动车 （Mp1） | 动车 （M） | 不带司机室的拖车 （T） | 带集電弓的动车 （Mp2） | 带司机室的拖车 （Tc2） |

## 意外及事故
2023年7月24日，沈阳地铁2号线突然出现多次紧急停车。沈阳地铁公司发布情况通报称，出现上述情况的原因是：2号线南延线新建各系统需要接入既有运营线路进行调试测试，接入测试期间，偶发的设备不稳定或设备故障可能对既有线路运营服务造成影响，同时可能对邻线运营产生影响。

## 历史沿革
- 2006-09-14：2号线一期工程环境影响报告书获国家环保总局批复
- 2006-11-18：沈阳地铁2号线正式动工
- 2008-03-28：沈阳地铁2号线奥体中心站主体工程正式竣工
- 2010-12-01：2号线首列车抵沈
- 2011-12-30：2号线开通运营
- 2013-12-30：2号线北延线一期开通试运营
- 2018-04-08：2号线北延线二期开通试运营
- 2022-08-15：2号线南延线全线轨通
- 2022-12-29：2号线南延线全线电通[14]
- 2023-05-15：2号线南延线开始试运行[15]。
- 2023-09-29:2号线南延线开通试运营

### 未来发展
2号线南延线预留有新航站楼站，该站将随沈阳桃仙国际机场未来航站楼规划时进行适时建设。